# الابن العاق
الابن العاق هو فيلم مغربي من تأليف وإنتاج وإخراج محمد عصفور سنة 1956، وعُرض لأول مرة بقاعة سينما الملكي بالدار البيضاء سنة 1958. 
ما يزال النقاش بين النقاد والمؤرخين قائما حول تحديد أول فيلم روائي طويل مغربي. إذ يقول البعض أن «الابن العاق» هو أول فيلم مغربي يوضع على رأس اللائحة. لكن آخرين يقولون أن فيلم الحياة كفاح في سنة 1968 لمخرجيه أحمد المسناوي ومحمد التازي، هو أول فيلم روائي طويل.
سبب الاختلاف، بحسب الناقد مصطفى المسناوي، أن فيلم «الابن العاق»، مدته الزمنية لا تتعدى الساعة والربع. بالإضافة إلى أنه صور على فيلم خام من فئة 16 ملم، مما يجعله أقرب إلى أفلام الهواة منه إلى أفلام المحترفين. ثم أن هذا الفيلم رغم صدوره في الخمسينات إلا أنه كان فيلما صامتا، حيث كان عصفور في كل عرض للفيلم يصاحبه بتعليق حي وبحوارات وموسيقى ومؤثرات صوتية عن طريق الميكروفون في عين المكان.

## روابط خارجية
- الابن العاق على موقع africultures
- الابن العاق على موقع africine